# Ноксен (Пенсільванія)
Ноксен (англ. Noxen) — переписна місцевість (CDP) в США, в окрузі Вайомінг штату Пенсільванія. Населення — 643 особи (2020).

## Географія
Ноксен розташований за координатами 41°25′19″ пн. ш. 76°4′9″ зх. д. / 41.42194° пн. ш. 76.06917° зх. д. (41.421990, -76.069190).  За даними Бюро перепису населення США в 2010 році переписна місцевість мала площу 5,16 км², з яких 5,13 км² — суходіл та 0,03 км² — водойми.

## Демографія
Згідно з переписом 2010 року, у переписній місцевості мешкали 633 особи в 261 домогосподарстві у складі 163 родин. Густота населення становила 123 особи/км².  Було 285 помешкань (55/км²).
Расовий склад населення:
| - 98,9 % — білих |

До двох чи більше рас належало 1,1 %. Частка іспаномовних становила 0,3 % від усіх жителів.
За віковим діапазоном населення розподілялося таким чином: 25,3 % — особи молодші 18 років, 57,3 % — особи у віці 18—64 років, 17,4 % — особи у віці 65 років та старші. Медіана віку мешканця становила 42,3 року. На 100 осіб жіночої статі у переписній місцевості припадало 92,4 чоловіків;  на 100 жінок у віці від 18 років та старших — 96,3 чоловіків також старших 18 років.
Середній дохід на одне домашнє господарство  становив 49 813 долари США (медіана — 52 763), а середній дохід на одну сім'ю — 57 895 доларів (медіана — 58 359). Медіана доходів становила 36 932 долари для чоловіків та 36 667 доларів для жінок. За межею бідності перебувало 10,3 % осіб, у тому числі 12,3 % дітей у віці до 18 років та 17,2 % осіб у віці 65 років та старших.
Цивільне працевлаштоване населення становило 353 особи. Основні галузі зайнятості: будівництво — 19,5 %, роздрібна торгівля — 17,8 %, освіта, охорона здоров'я та соціальна допомога — 14,4 %.